# Ибекве, Ифи
Ифунания Дебби «Ифи» Ибекве (англ. Ifunanya Debbie "Ify" Ibekwe; род. 5 октября 1989 года в Карсоне, Калифорния, США) — американская профессиональная баскетболистка нигерийского происхождения, которая выступала в женской национальной баскетбольной ассоциации. Была выбрана на драфте ВНБА 2011 года во втором раунде под двадцать четвёртым номером командой «Сиэтл Шторм». Играла на позиции лёгкого и тяжёлого форвардов.

## Ранние годы
Ифи Ибекве родилась 5 октября 1989 года в городе Карсон (штат Калифорния) в семье Остина и Агаты Ибекве, у неё есть два брата, Онье и Экене, и сестра, Чиньере, а выросла она в городе Лос-Анджелес, где училась в средней школе Нарбонн, в которой выступала за местную баскетбольную команду. В апреле 2011 года получила степень бакалавра по психологии в Аризонском университете.